# Punta Carnero (España)
La punta Carnero es un cabo de la costa en la localidad española de Algeciras, formado por el extremo oriental del cerro de la Horca, que se introduce en el mar. Tiene fuerte pendiente y una cota marítima de 200 metros. En su parte más saliente existe un faro que contribuye a la iluminación de la entrada a la bahía de Algeciras y al paso del estrecho de Gibraltar. Supone el límite occidental de la bahía. En su extremo, y dominando el cerro, se encuentra la isla Cabrita, muy cercana al faro. 
Una barrera de arrecifes cubre el frontón saliente del cerro. A partir de esta punta hacia el norte comienza la ensenada de Getares.
Aloja una colonia importante de dos planarias autóctonas: la Parviplana jeronimoi y la Phaenoplana caetaria.

## Historia

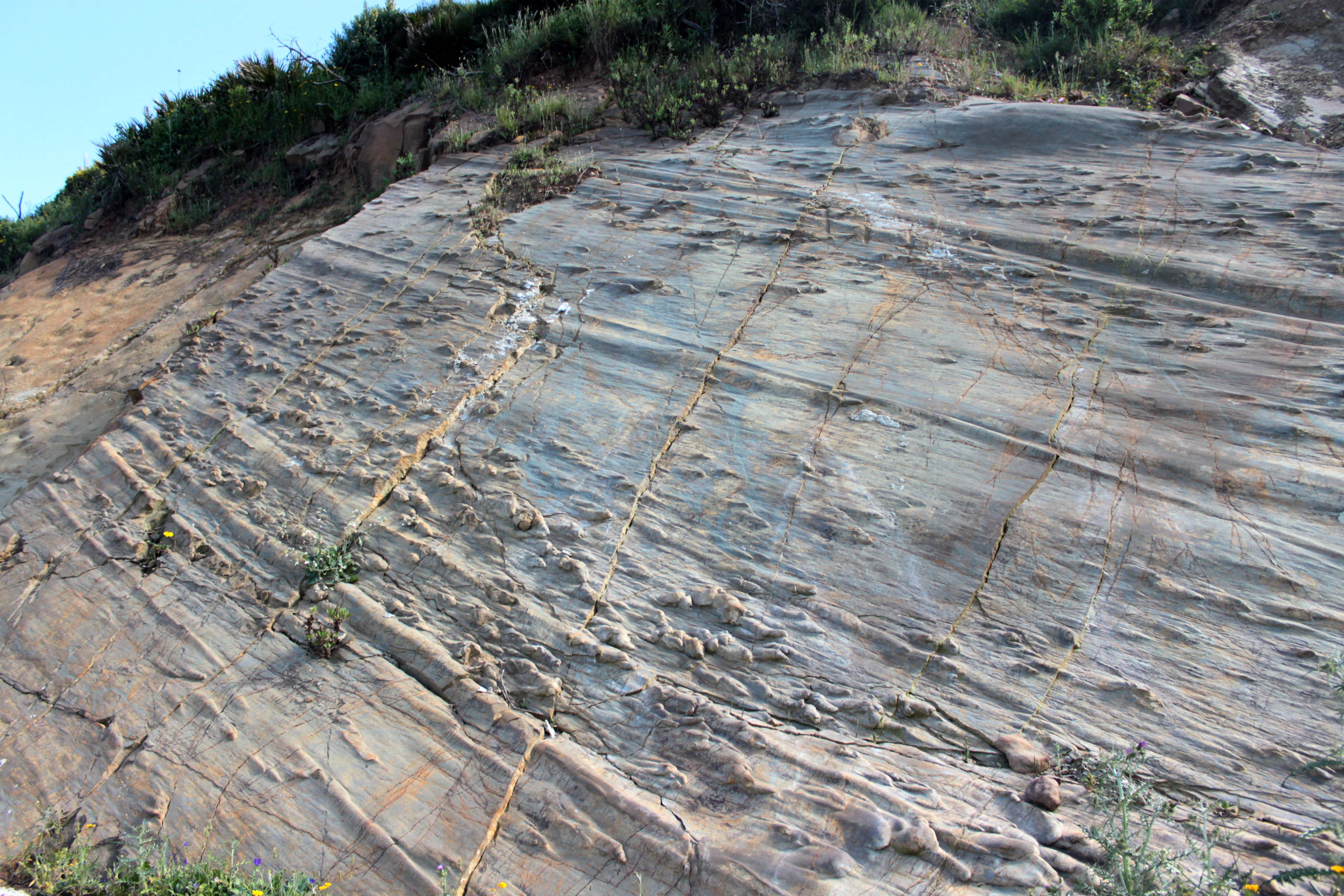
Formación de flute cast

Antes de la batalla de Ceuta (1415), el rey Juan I de Portugal sostuvo un consejo de guerra en punta Carnero, para planear el ataque.